# العلاقات الأسترالية الناميبية
العلاقات الأسترالية الناميبية هي العلاقات الثنائية التي تجمع بين أستراليا وناميبيا.

## مقارنة بين البلدين
هذه مقارنة عامة ومرجعية للدولتين:
| وجه المقارنة                                              | أستراليا                                   | ناميبيا      |
| --------------------------------------------------------- | ------------------------------------------ | ------------ |
| المساحة (كم2)                                             | 7.69 مليون                                 | 825.62 ألف   |
| عدد السكان (نسمة)                                         | 24.51 مليون                                | 2.53 مليون   |
| الكثافة السكانية (ن./كم²)                                 | 3.19                                       | 3.06         |
| العاصمة                                                   | كانبرا، ملبورن                             | ويندهوك      |
| اللغة الرسمية                                             | لغة إنجليزية                               | لغة إنجليزية |
| العملة                                                    | دولار أسترالي، جنيه إسترليني، جنيه أسترالي | دولار ناميبي |
| الناتج المحلي الإجمالي (بليون دولار)                      | 1.32 تريليون                               | 13.24 مليار  |
| الناتج المحلي الإجمالي (تعادل القوة الشرائية) بليون دولار | 1.10 تريليون                               | 25.60 مليار  |
| الناتج المحلي الإجمالي الاسمي للفرد دولار أمريكي          | 56.31 ألف                                  | 4.67 ألف     |
| الناتج المحلي الإجمالي للفرد دولار أمريكي                 | 45.92 ألف                                  | 9.96 ألف     |
| مؤشر التنمية البشرية                                      | 0.939                                      | 0.628        |
| رمز المكالمات الدولي                                      | +61                                        | +264         |
| رمز الإنترنت                                              | .au                                        | .na          |
| المنطقة الزمنية                                           |                                            | ت ع م+02:00  |

## منظمات دولية مشتركة
يشترك البلدان في عضوية مجموعة من المنظمات الدولية، منها:
| علم المنظمة | اسم المنظمة                        | تاريخ انضمام أستراليا | تاريخ انضمام ناميبيا |
| ----------- | ---------------------------------- | --------------------- | -------------------- |
|             | يونسكو                             | 4 نوفمبر 1946         | 2 نوفمبر 1978        |
|             | مؤسسة التمويل الدولية              | 20 يوليو 1956         | 25 سبتمبر 1990       |
|             | منظمة حظر الأسلحة الكيميائية       | ?                     | ?                    |
|             | منظمة التجارة العالمية             | ?                     | ?                    |
|             | وكالة ضمان الاستثمار متعدد الأطراف | 10 فبراير 1999        | 25 سبتمبر 1990       |
|             | الاتحاد البريدي العالمي            | ?                     | ?                    |
|             | الاتحاد الدولي للاتصالات           | 27 مايو 1878          | 25 يناير 1984        |
|             | منظمة الشرطة الجنائية الدولية      | ?                     | ?                    |
|             | الأمم المتحدة                      | 1 نوفمبر 1945         | 23 أبريل 1990        |
|             | البنك الدولي للإنشاء والتعمير      | 5 أغسطس 1947          | 25 سبتمبر 1990       |
|             | دول الكومنولث                      | ?                     | ?                    |

## وصلات خارجية
- موقع وزارة الخارجية الأسترالية